# Sophie Fasold
Sophie Ann Fasold (* 2. Januar 1994 in München, Deutschland) ist eine US-amerikanische Handballspielerin.

## Karriere
Sophie Fasold wuchs in ihrer Jugend in Ismaning auf und besuchte die dort ansässige Mittelschule Ismaning. Sie spielte in ihrer Jugend beim TSV Ismaning und später bei den dänischen Vereinen Bjerringbro FH sowie SK Aarhus. Zur Saison 2013/14 wechselte die 1,74 Meter große Torhüterin zum TSV Owschlag in die 3. Liga. Ab 2015 lief sie für die HG Owschlag-Kropp-Tetenhusen auf, ein Zusammenschluss aus den Handballabteilungen des TSV Owschlag und der HSG Kropp-Tetenhusen. Im Sommer 2018 wechselte sie zum Zweitligisten TSV Nord Harrislee. Ab der Saison 2022/23 stand Fasold beim Bundesligisten VfL Oldenburg unter Vertrag. Im Sommer 2024 wechselte sie zum Buxtehuder SV.
Fasold gehört zum Kader der Nationalmannschaft der Vereinigten Staaten, mit der sie an den 16. Panamerikanischen Spielen in Guadalajara, an der Panamerikameisterschaft 2013 in der Dominikanischen Republik, an der Panamerikameisterschaft 2015 in Kuba, an der Panamerikameisterschaft 2017 in Argentinien sowie an den 18. Panamerikanischen Spielen in Peru teilnahm. Bei der Nordamerikanischen und Karibischen Handballmeisterschaft 2017 belegte sie mit den USA den zweiten Platz und wurde in das All-Star-Team gewählt. 2019 belegte sie den vierten Platz bei den Panamerikanischen Spielen in Lima. Fasold belegte bei der Nordamerikanischen und karibischen Handballmeisterschaft 2021 den vierten Platz. Nach dem Turnierende wurde sie in das All-Star-Team gewählt.